# Колежма (железнодорожная станция)
Ко́лежма — железнодорожная станция Петрозаводского региона Октябрьской железной дороги на линии Беломорск — Обозерская. Расстояние до узловых станций: Маленьга — 49 км, Беломорск — 79 км.

## Общие сведения
Станция Колежма расположена между станциями Тегозеро и Ухтица, в 79 километрах от Беломорска, в одноимённом населённом пункте в составе Сумпосадского сельского поселения Беломорского района Республики Карелия.
Станция открыта в 1941 году, получив название от расположенного в 15 километрах севернее одноимённого поморского села.

## Пассажирское сообщение

### Поезда дальнего следования
| № поезда | Маршрут движения   | № поезда | Маршрут движения   |
| -------- | ------------------ | -------- | ------------------ |
| 143      | Мурманск — Вологда | 144      | Вологда — Мурманск |

### Пригородные поезда
| № поезда | Маршрут движения | № поезда | Маршрут движения |
| -------- | ---------------- | -------- | ---------------- |
| 6613     | Кемь — Маленьга  | 6614     | Маленьга — Кемь  |
| 6601     | Кемь — Маленьга  | 6602     | Маленьга — Кемь  |